# Гонка переслідування
Го́нка переслі́дування (пасьют, персьют, англ. pursuit — переслідувати) — відносно молода біатлонна дисципліна, змагання з якої проводяться на більшості етапів Кубка світу з біатлону.

## Опис
Гонка переслідування абсолютно унікальна та не схожа на інші біатлонні дисципліни. Головною особливістю пасьюта є те, що спортсмени стартують не кожні 30 секунд та навіть не одночасно, як це проходить у мас-стартах, а з тим відставанням, з яким вони фінішували у спринтерській гонці. І, що логічно, в тій же послідовності. Таким чином, пасьют фактично є продовженням спринту, що проводився напередодні. Хоча в історії відомі випадки, коли гонка проводилася після «індивідуалки» або «мас-старту».
Класичною дистанцією для гонки переслідування є дистанція протяжністю 10 км для жінок та 12,5 км для чоловіків. Таку відстань біатлоністи зазвичай долають за 30-37 хвилин, залежно від певних факторів.
Пасьют у біатлоні складається з п'яти рівних кіл. Стріляють біатлоністи чотири рази: спочатку двічі лежачи, а потім двічі стоячи. За припущення промахів спортсмен вирушає на проходження штрафних кіл. Право на участь у гонці переслідування отримують найкращі 60 спортсменів попередньої гонки (у разі відмови будь-кого із них від старту «звільнене» місце не займається рештою спортсменів, що залишилися).
Вперше цей вид гонок був проведений у 1996 році на першому етапі Кубка світу сезону 1996/1997 у норвезькому Ліллегаммері. В цьому ж сезоні гонка переслідування була включена до програми Чемпіонатів світу. Першими чемпіонами світу в цій дисципліні стали російський біатлоніст Віктор Майгуров та шведська біатлоністка Магдалена Форсберг. Олімпійський дебют гонки переслідування відбувся у 2002 році в Солт-Лейк-Сіті. Першими олімпійськими чемпіонами стали норвезький біатлоніст Уле-Ейнар Б'єрндален та російська біатлоністка Ольга Пильова.